# Wynn Resorts
Wynn Resorts Limited é uma empresa sediada em Paradise, Nevada que actua no sector de desenvolvimento e operação de hotéis e casinos de segmento superior. Foi constituída em 25 de Outubro de 2002 pelo antigo presidente da Mirage Resorts, Stephen A. Wynn.